# Andreas Baumgartner (Skispringer)
Andreas Baumgartner (* 28. August 1981 in Schärding) ist ein ehemaliger österreichischer Skispringer.

## Werdegang
Baumgartner bestritt in der Weltcup-Saison 2000/01 sein einziges Weltcup-Springen in Bischofshofen. Durch einen 29. Platz konnte er dabei zwei Weltcup-Punkte gewinnen und stand am Ende der Saison auf Platz 79. der Weltcup-Gesamtwertung. In der Gesamtwertung der Vierschanzentournee 2000/01 lag er am Ende auf dem 57. Platz.

## Statistik

### Weltcup-Platzierungen
| Saison  | Platz | Punkte |
| ------- | ----- | ------ |
| 2000/01 | 79.   | 2      |

### Continental-Cup-Platzierungen
| Saison  | Platz | Punkte |
| ------- | ----- | ------ |
| 1998/99 | 224.  | 014    |
| 1999/00 | 114.  | 102    |
| 2000/01 | 044.  | 184    |
| 2001/02 | 178.  | 031    |